# هنري كليفورد أليسون
هنري كليفورد أليسون (بالإنجليزية: Cliff Allison)‏ هو سائق فورملا 1 بريطاني سابق.